# Friedrich Genzken
Friedrich Nikolaus Johann Peter Genzken (* 12. März 1817 in Rostock; † 3. November 1875 in Stargard) war ein deutscher Jurist und Mitglied der Frankfurter Nationalversammlung.

## Leben
Friedrich Genzken wurde geboren als Sohn des Pastors und späteren Dompropstes am Ratzeburger Dom, Carl Genzken (1784–1858), und dessen Frau  Christine Benedikta Elisabeth, geb. Thoms (1790–1848). Ernst Genzken (1811–1882) war sein älterer Bruder.
Genzken studierte von 1837 bis 1842 Rechtswissenschaften in Heidelberg, Göttingen und ab Mai 1841 an der Universität Rostock, wo er 1842 zum Dr. jur. promoviert wurde. In Heidelberg trat er 1838 dem Corps Guestphalia Heidelberg bei. Von 1842 bis 1847 war er als Amtsauditor in Schönberg (Mecklenburg) tätig. 1847 wurde er Stadtrichter in Wesenberg (Mecklenburg), was er bis 1868 blieb. Dann wechselte er 1868 als Stadtrichter nach Burg Stargard, wo er auch das Amt des Bürgermeisters wahrnahm und bis zu seinem Tod blieb.
Genzken wurde für den 1. Wahlkreis (Neustrelitz) des Landesteils Mecklenburg-Strelitz in die Nationalversammlung gewählt, der er vom 18. Mai 1848 bis zum 29. September 1849 angehörte. Weil seine Beurlaubung vom Amt des Stadtrichters in Wesenberg nicht verlängert wurde, kehrte Genzken im Oktober nach Wesenberg zurück. 
In Frankfurt war er zunächst Mitglied der Casino-Fraktion, wechselte bald zum Mittleren Zentrum der Fraktion „Landsberg“. Als Redner trat er nicht auf. Genzken war auch als politisch-juristischer Schriftsteller tätig.

## Veröffentlichungen
1848 gab Genzken die Schrift Randglossen zu der Schrift des Herrn von Oertzen über die Möglichkeit des Fortbestehens der Mecklenburgischen Union (gegen Jasper von Oertzen) zur Frage des staatsrechtlichen Verhältnisses zwischen den beiden Großherzogtümern, wie es 1701 im Hamburger Vergleich festgelegt worden war, heraus.
Zusammen mit Theodor Scharenberg redigierte Genzken die Abteilungen 1 und 2 einer
- Gesetzessammlung für die Mecklenburg-Strelitzischen Lande (mit Ausschluss des Fürstenthums Ratzeburg). 3 Abt., 1858–1885.

Abt. 1: Kirchen- und Schulsachen. 1858 (Digitalisat)
Abt. 2: Justizsachen. 2 Bde., 1859–1860.
Bd. 1: Civilrecht. 1859. (Digitalisat)
Bd. 2: Civilproceß, Strafrecht und Strafproceß, Forstjustizsachen. 1860. (Digitalisat)